# Constant de Boltzmann
La constant de Boltzmann (k o kB) és la constant física que relaciona la temperatura i l'energia. S'anomena així pel físic austríac Ludwig Boltzmann, que va fer contribucions importants a la teoria de la mecànica estadística, en la qual kB té un paper crucial. El seu valor experimentalment determinat és (en unitats del SI):
| {\displaystyle k_{B}=1.380\,650\,4(24)\times 10^{-23}\,J\cdot K^{-1}} |

i en altres unitats:
kB = 8,6173324(78) × 10–5 eV·K-1
kB = 1,3806488(13) × 10–16 erg·K-1
Les xifres entre parèntesis són la incertesa (desviació estàndard) en els darrers dos dígits del valor mesurat.
En principi la constant de Boltzmann és una constant física derivada, per tant el seu valor és determinat per altres constants físiques. Sigui com sigui, calcular la constant de Boltzmann des de primers principis és de lluny massa complex pels coneixements a l'ús.
La constant dels gasos R és simplement la constant de Boltzmann multiplicada pel Nombre d'Avogadro. La constant dels gasos és més útil quan es calculen nombres de partícules en mols.
Donat un sistema termodinàmic, a una temperatura absoluta T, la constant de Boltzmann defineix una energia E=kBT, que correspon, aproximadament, a la quantitat típica d'energia tèrmica portada per cada partícula microscòpica del sistema. Per exemple, un àtom en un gas ideal clàssic té una energia cinètica d'1,5 kBT. L'energia kBT associada a la temperatura d'una habitació, 300 K (27 °C, o 80 °F, és 4,14 × 10–21 J (25,9 meV).

## Paper d'aquesta constant en l'entropia
En mecànica estadística, la constant de Boltzmann apareix en l'equació que defineix l'entropia d'un sistema, S, en funció del logaritme natural d'Ω, que és el nombre d'estats microscòpics disponibles al sistema donades unes certes restriccions macroscòpiques (per exemple, energia total constant)
{\displaystyle S=k_{B}\,\ln \Omega }
La constant de proporcionalitat kB és la constant de Boltzmann. Aquesta equació, que relaciona els detalls microscòpics del sistema (Ω) amb el seu estat macroscòpic (l'entropia S), és la idea central de la mecànica estadística.